# Педро Порро
Педро Антоніо Порро Сауседа (ісп. Pedro Antonio Porro Sauceda; нар. 13 вересня 1999, Дон-Беніто, Іспанія) — іспанський футболіст, півзахисник клубу «Тоттенгем Готспур».

## Кар'єра
Тренуватися Педро Порро розпочав у рідному місті, звідки в 16 років поїхав у академію «Райо Вальєкано». 10 серпня 2017 року підписав контракт з «Жироною». За повідомленнями, в цей же час відмовив мадридським «Реалу» та «Атлетіко», а також мюнхенській «Баварії», щоб залишитися в каталонській команді.
Сезон 2017/18 провів у Сегунді Б, граючи за другу команду «Жирони» — «Пераладу». 3 грудня 2017 року дебютував за неї в поєдинку проти «Ебро». 6 травня 2018 року відзначився дублем у ворота другої команди «Вільярреала», забивши свої перші м'ячі у професійному футболі. Всього в дебютному сезоні провів 5 зустрічей, тричі відзначившись у них.
2 липня 2018 року перепідписав контракт до 2022 року. Сезон 2018/19 розпочав в основній команді. 17 серпня 2018 року дебютував в Ла Лізі в поєдинку проти «Реала Вальядоліда», вийшовши на поле в стартовому складі і провівши всі дев'яносто хвилин.
У серпні 2019 року став футболістом клубу «Манчестер Сіті». Проте за цей клуб не зіграв жодного матчу, весь час перебувавши в оренді в клубах «Реал Вальядолід» та «Спортінг». В останньому дуже добре себе проявив, і в 2022 році Педро підписав контракт з клубом «Спортінг» до червня 2025 року.
31 січня 2023 року виступає на правах оренди за англійський «Тоттенгем Готспур». Літом 2023 року «Тоттенгем» викупив його у «Спортінга».

## Виступи за збірні
З 2019 року залучався до матчів молодіжної збірної Іспанії, у її складі потрапив у заявку на молодіжний чемпіонат Європи 2019 року в Італії, втім в останній момент отримав травму і був замінений на Поля Ліролу.

## Титули та досягнення
- Володар Кубка португальської ліги (2):

«Спортінг»: 2020-21, 2021-22
- Чемпіон Португалії (1):

«Спортінг»: 2020-21
- Володар Суперкубка Португалії (1):

«Спортінг»: 2021
- Переможець Ліги Європи УЄФА (1):

«Тоттенгем Готспур»: 2024–25